# Saint-Laurent-de-la-Cabrerisse
Saint-Laurent-de-la-Cabrerisse, Sant Laurenç de la Cabrerissa en occitano,  es una localidad  y comuna francesa, situada en el departamento del Aude en la región administrativa de Languedoc-Rosellón y en la región natural de las Corbières.

## Demografía
| 822 | 887 | 789 | 659 | 624 | 642 |
| Para los censos de 1962 a 1999 la población legal corresponde a la población sin duplicidades (Fuente: INSEE [Consultar]) |     |     |     |     |     |

## Cultura y productos
Es una comuna con grandes extensiones dedicadas al cultivo de cepas y vides, es un centro de producción vinícola de vins de pays, equivalente a la categoría española de "vinos de la tierra" de la denominación de origen Vin de pays des Coteaux de Cabrerisse, establecida por el Decreto 2000/848 de 1 de septiembre de 2000.

## Monumentos
La iglesia Saint-Laurent de Saint-Laurent-de-la-Cabrerisse, clasificada Monumento histórico en el año 1950.

## Personalidades ligadas a la comuna
- Irénée Bonnafous (1865-1947), resistente francés.